# Kosmos 1001

Kosmos 1001Ilustrační obrázek

Kosmos 1001 bylo krycí označení první z sovětských kosmických lodí typu Sojuz-T (výrobní označení Sojuz 7K-ST), vzniklých úpravou dosavadních Sojuzů (7K-S). Kosmické lodě Sojuz-T byly určené k dopravě posádek na orbitální stanice Saljut 6 a 7. Loď selhala v bezpilotní zkoušce v roce 1978.

## Průběh letu
Kosmos 1001 odstartoval z kosmodromu Bajkonur dne 4. dubna 1978. Loď letěla bez posádky, jednalo se o zkušební let prototypu kosmické lodi. Na oběžné dráze setrvala 10 dní, přistála 15. dubna 1978. Kosmos 1001 byl dodatečně katalogizován v COSPAR pod číslem 1978-036A.

## Konstrukce
Nový Sojuz vyrobila NPO Energija v Kaliningradu (nyní Koroljov), Moskovskaja oblast, RSFSR (SSSR). Hmotnost byla udána na 6680 - 7000 kg, délka 698 cm, průměr v nejsilnější části 272 cm. Loď je sestavena ze tří částí, obytné sekce, návratového modulu a přístrojové sekce.